# 大阪イノベーションハブ

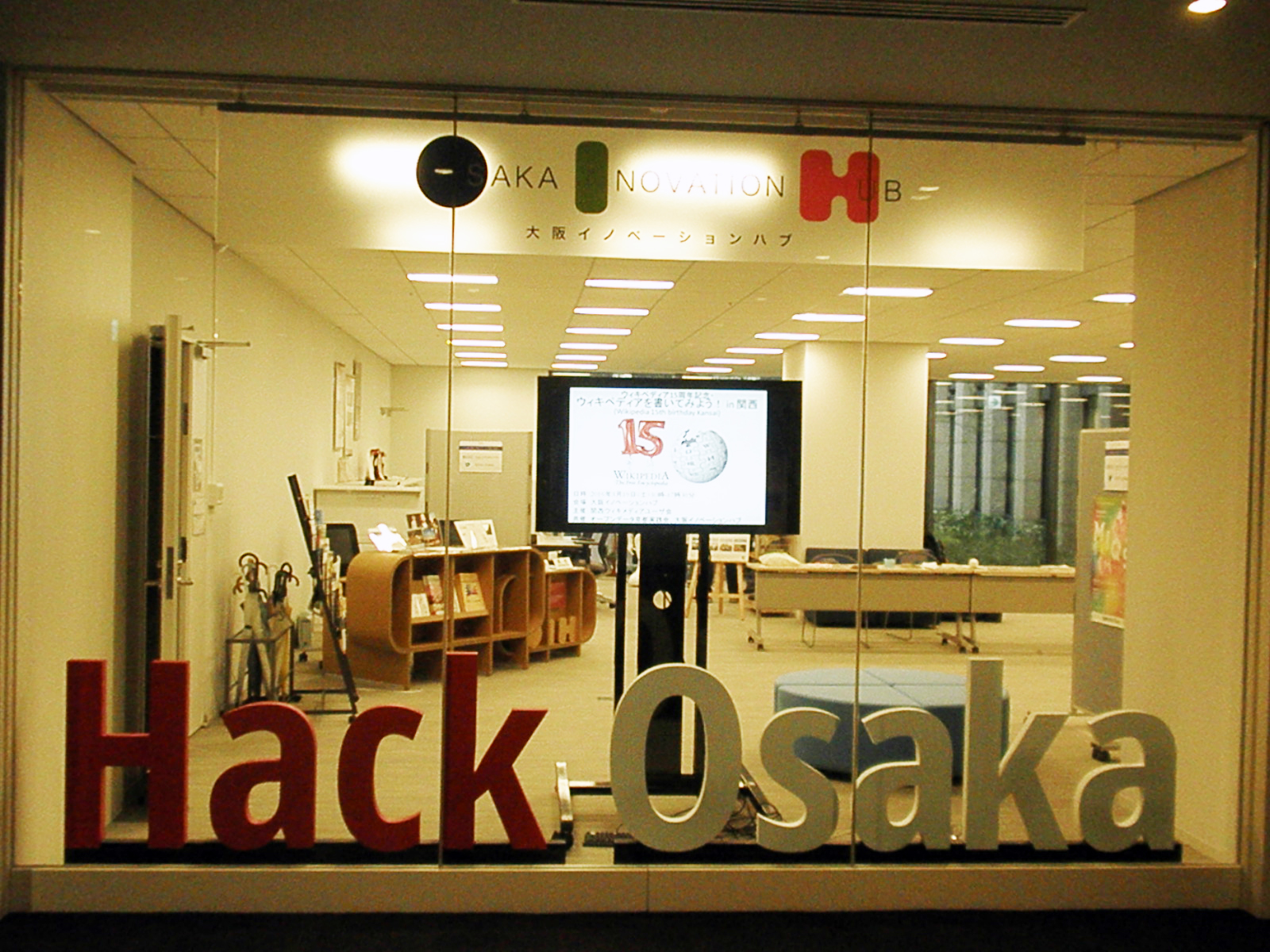
大阪イノベーションハブ

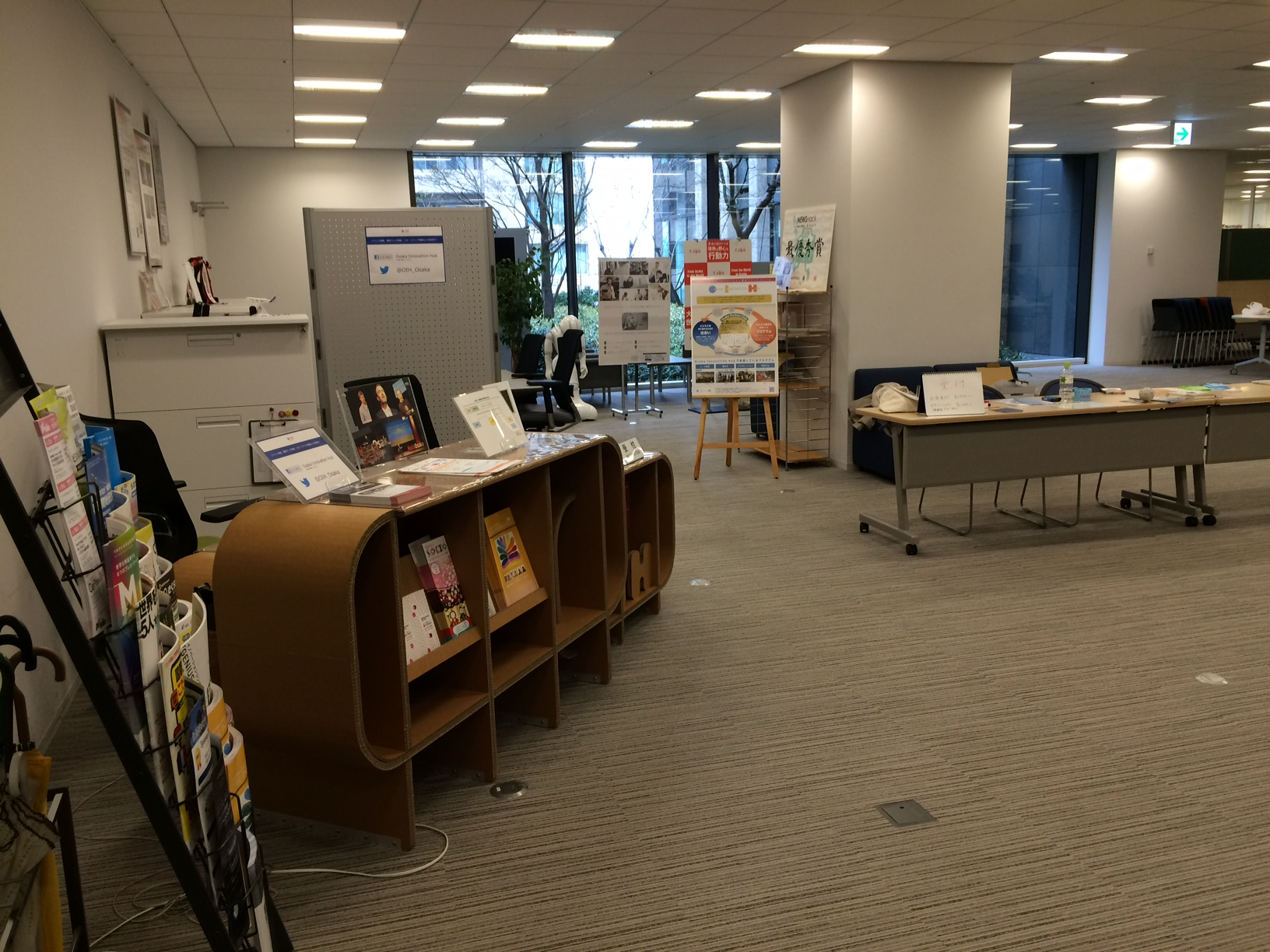
大阪市のグローバルイノベーション支援拠点

大阪イノベーションハブ（おおさかイノベーションハブ）は、2013年4月に大阪市により開設された、イノベーション創出支援業務を実施する組織。グランフロント大阪北館ナレッジキャピタルに、ナレッジオフィスの1つとして開設されている。

## 概要
運営者は、2013年4月から2016年3月までは、国際電気通信基礎技術研究所（ATR）、公益財団法人大阪市都市型産業振興センター、株式会社サンブリッジグローバルベンチャーズ、公益財団法人都市活力研究所の共同体である「innovate!osaka」が運営し、2016年4月からは、公益財団法人大阪産業局（旧：公益財団法人大阪市都市型産業振興センター）が運営する。

## 住所
530-0011 大阪市北区大深町3番1号グランフロント大阪ナレッジキャピタルタワーC　7階。営業時間は、平日10：00～18：00。

## 実績

### 2014年度
- iRooBO設立イベントを紹介 - ウェイバックマシン（2014年7月9日アーカイブ分）
- “「あすラボ」でOIHの連載がスタート！” (2014年7月30日). 2016年3月19日閲覧。
- “大阪市で吉本芸人がプレゼンにつっこむ! 起業家のスキルアップイベント開催！” (2014年8月7日). 2016年3月19日閲覧。
- “プレゼン・イベント「ツッコまれピッチ！2014【大阪・謀略編】」でプレゼン力を育成！” (2014年8月25日). 2016年3月19日閲覧。
- “「Hack On Air MBSハッカソン」潜入レポート” (2014年12月5日). 2016年3月19日閲覧。
- “モノの売り買いだけではない、スケールメリットのある仕組みづくりを：大阪スタートアップたちの課題” (2014年12月12日). 2016年3月19日閲覧。
- “よしもと流投資家マッチングイベント「ツッコまれピッチ！ ２０１４【東京・下克上編】」” (2015年2月18日). 2016年3月19日閲覧。
- “Global pitch contests aren’t just for Tokyo. Here are the winners from Hack Osaka” (2015年2月10日). 2016年3月19日閲覧。
- “HackOsaka 2015: Hack Osaka Award入賞者が決定——関西出身スタートアップに加え、欧州勢が健闘” (2015年2月11日). 2016年3月19日閲覧。
- “「大阪をハックする」イベント開催、世界各地から起業家が集結” (2015年2月13日). 2016年3月19日閲覧。
- “注目したい大阪発のイノベーション” (2015年2月13日). 2016年3月19日閲覧。

### 2015年度
- “KDDI、「Osaka Innovation Hub」と提携し大阪発のベンチャー企業を支援” (2015年5月29日). 2016年3月19日閲覧。
- “48億円のファンドで「大阪発、世界」を支援—投資独立系VCのハックベンチャーズ” (2015年6月1日). 2016年3月19日閲覧。
- “大阪市とKDDIを繋いだ"ハブ"と"スタートアップ"” (2015年6月5日). 2016年3月19日閲覧。
- “大阪発のIoTベンチャー投資ファンドに住宅、電鉄、機械の大企業が出資する理由” (2015年6月6日). 2016年3月19日閲覧。
- “48億円のファンドで「大阪発、世界」を支援—投資独立系VCのハックベンチャーズ” (2015年6月8日). 2016年3月19日閲覧。
- “関西私鉄の雄、阪急電鉄が「本気で」ベンチャー支援のワケ” (2015年6月10日). 2016年3月19日閲覧。
- “大阪市、新境地切り開く5億円投資　“異色”の起業支援、関西経済活性化の起爆剤に？” (2015年7月7日). 2016年3月19日閲覧。
- “起業家応援イベント『ツッコまれピッチ！2015』に土肥ポン太とヤナギブソンが出演！” (2015年12月15日). 2016年3月19日閲覧。
- “HackOsaka 2016: ピッチコンテスト入賞者が決定——金融・建設・物流など既存エコノミーのディスラプターが上位を独占” (2016年2月17日). 2016年3月19日閲覧。

## ギャラリー
大阪イノベーションハブ